# 米哈伊尔·别鲁拉瓦
米哈伊尔·尼古拉耶维奇·别鲁拉瓦（羅馬化：Mikhail Nikolayevich Berulava，羅馬化：Mikheil Nik'olozis-dze Berulava；1950年8月3日—）是苏联和俄罗斯教授、俄罗斯教育学院院士、政治人物。他是第六届、第七届和第八届国家杜马代表、俄罗斯联邦共产党党员、国家杜马教育和科学委员会委员。

## 制裁
别鲁拉瓦于2022年因俄乌战争受到英国政府制裁。 